# Calendrier malayalam
Le calendrier malayalam (également connu sous les appellations ère malayalam, kollavarsham ou ère kollam) est un calendrier solaire et sidéral utilisé dans l'État du Kerala, en Inde du Sud.
Le calendrier est instauré en 825 par Udaya Marttanda Varma, souverain du Venad (en), (un feudataire dont la capitale était Kollam), et imaginé par le philosophe védique Adi Shankara, et a pour toile de fond la renaissance shivite au sein de la communauté vaishnavite Nambuthiri et est une dérivation de l'ère Saptarshi.

## Calendrier
Les mois du calendrier malayalam sont dénommés d'après les signes du Zodiaque.
| Calendrier malayalam | en malayalam | Calendrier grégorien | Calendrier tamoul | Ère Saka (cal. national indien) | Signes du Zodiaque |
| -------------------- | ------------ | -------------------- | ----------------- | ------------------------------- | ------------------ |
| Chingam              | ചിങ്ങം          | août–septembre       | Aavani            | Sravan–Bhadrapada               | Leo                |
| Kanni                | കന്നി          | septembre–octobre    | Purattasi         | Bhadrapada–Asvina               | Virgo              |
| Tulam                | തുലാം           | octobre–novembre     | Aippasi           | Asvina–Kartika                  | Libra              |
| Vrscikam             | വൃശ്ചികം         | novembre–décembre    | Karthigai         | Kartika–Agrahayana              | Scorpio            |
| Dhanu (en)           | ധനു           | décembre–janvier     | Margazhi          | Agrahayana–Pausa                | Sagittarius        |
| Makaram              | മകരം          | janvier–février      | Thai              | Pausa–Magha                     | Capricon           |
| Kumbham              | കുംഭം           | février–mars         | Maasi             | Magha–Phalguna                  | Aquarius           |
| Minam                | മീനം           | mars–avril           | Panguni           | Phalguna–Chaitra                | Pisces             |
| Medam                | മേടം           | avril–mai            | Chithirai         | Chaitra– Vaisakha               | Aries              |
| Edavam (Idavam)      | ഇടവം          | mai–juin             | Vaikasi           | Vaisakha–Jyaistha               | Taurus             |
| Mithunam             | മിഥുനം          | juin–juillet         | Aani              | Jyaistha–Asada                  | Gemini             |
| Karkadakam           | കര്‍ക്കടകം        | juillet–août         | Aadi              | Asada–Sravana                   | Cancer             |